# Nigali
Nigali o Ligani és una petita comarca històrica de Geòrgia regada pel riu del mateix nom (un dels de la conca del Chorokhi), que se situa entre Artvin i la mar. Avui pertany a la província d'Artvin (Artvini en georgià), a Turquia a la frontera amb Geòrgia.